# Formula Renault 3.5 Series 2007
Formula Renault 3.5 Series 2007 kördes över 17 race. Mästare blev Álvaro Parente.

## Kalender
| Datum           | Bana              | Segrare Race 1     | Segrare Race 2   |
| --------------- | ----------------- | ------------------ | ---------------- |
| 14-15 april     | Monza             | Mikhail Aleshin    | Salvador Durán   |
| 5-6 maj         | Nürburgring       | Sebastian Vettel   | Davide Valsecchi |
| 27 maj          | Monaco            | Álvaro Parente     | kördes ej        |
| 14-15 juli      | Hungaroring       | Filipe Albuquerque | Alejandro Núñez  |
| 18-19 augusti   | Spa-Francorchamps | Álvaro Parente     | Miloš Pavlović   |
| 8-9 september   | Donington Park    | Álvaro Barba       | James Walker     |
| 22-23 september | Magny-Cours       | Ben Hanley         | Guillaume Moreau |
| 20-21 oktober   | Estoril           | Miguel Molina      | Miloš Pavlović   |
| 27-28 oktober   | Barcelona         | Miguel Molina      | Ben Hanley       |

## Slutställning
| Plats | Förare              | Poäng |
| ----- | ------------------- | ----- |
| 1     | Álvaro Parente      | 127   |
| 2     | Ben Hanley          | 102   |
| 3     | Miloš Pavlović      | 96    |
| 4     | Filipe Albuquerque  | 81    |
| 5     | Sebastian Vettel    | 74    |
| 6     | Giedo van der Garde | 67    |
| 7     | Miguel Molina       | 66    |
| 8     | Salvador Durán      | 64    |
| 9     | Alvaro Barba        | 64    |
| 10    | Julien Jousse       | 62    |